# پیست د لا سارت
پیست د لا سرت (به فرانسوی: Circuit de la Sarthe) که به اختصار سرت گفته میشود یک پیست ورزش‌های موتوری است که در لومان، فرانسه واقع شده است.این پیست همچنین با نام پیست ۲۴ ساعت لمانز نیز شناخته میشود.
این پیست که در سال ۱۹۲۳ توسط باشگاه اتومبیلرانی غرب به کمک دولت وقت فرانسه و فدراسیون اتومبیلرانی فرانسه ساخته و افتتاح شد. این پیست دارای ۱۰۰٬۰۰۰ نفر ظرفیت می‌باشد. پیست بوگاتی جزئی از این پیست محسوب می‌شود.

### تغییرات لایه اصلی پیست

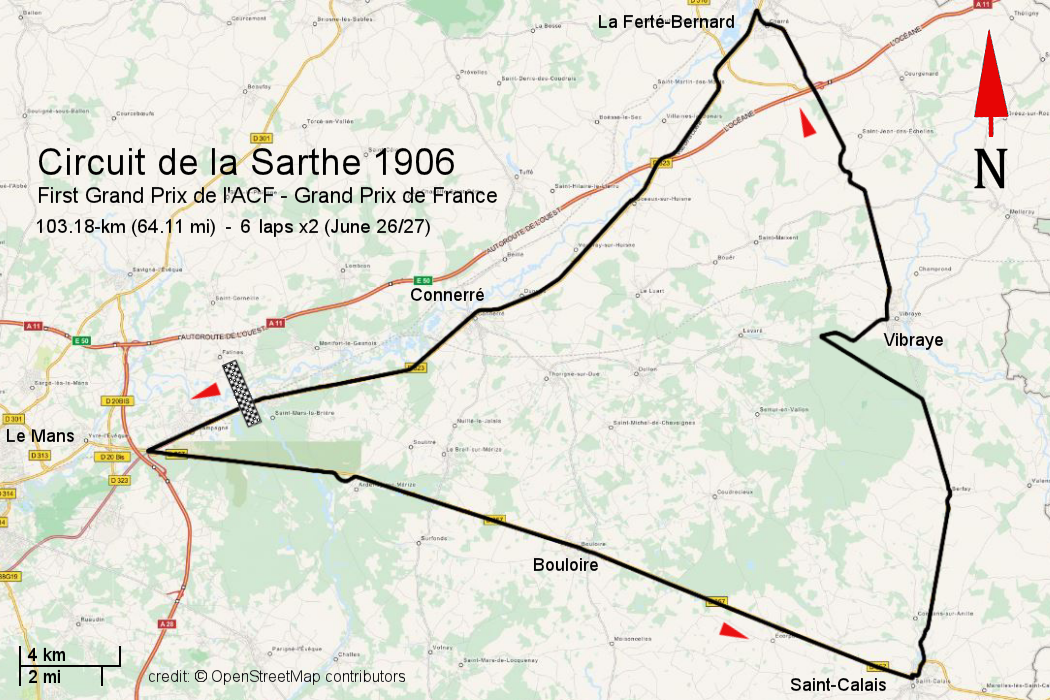
پیست د لا سارت (۱۹۰۶)
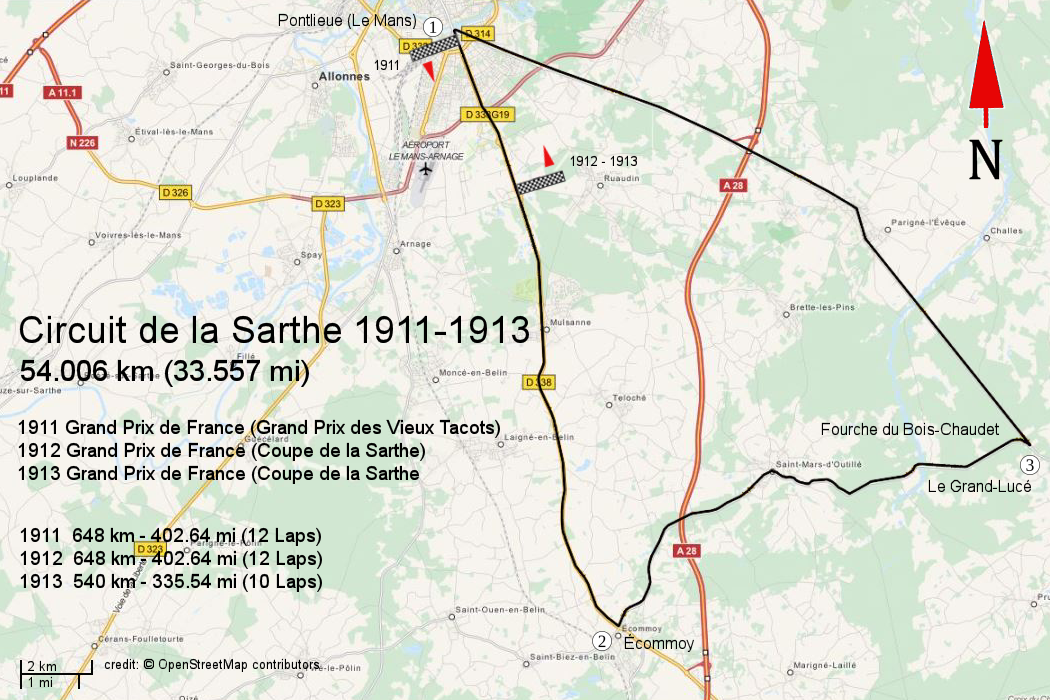
پیست د لا سارت (۱۹۱۱–۱۹۱۳)
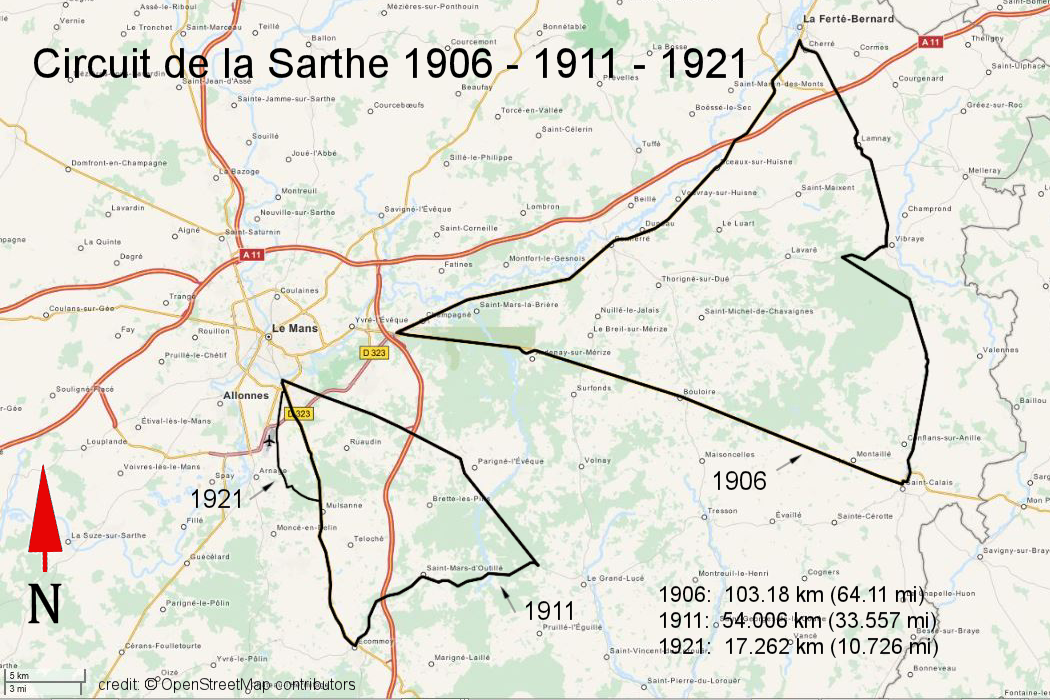
مقایسه طرح‌بندی‌های پیست د لا سارت بین سال‌های ۱۹۰۶ و ۱۹۲۱
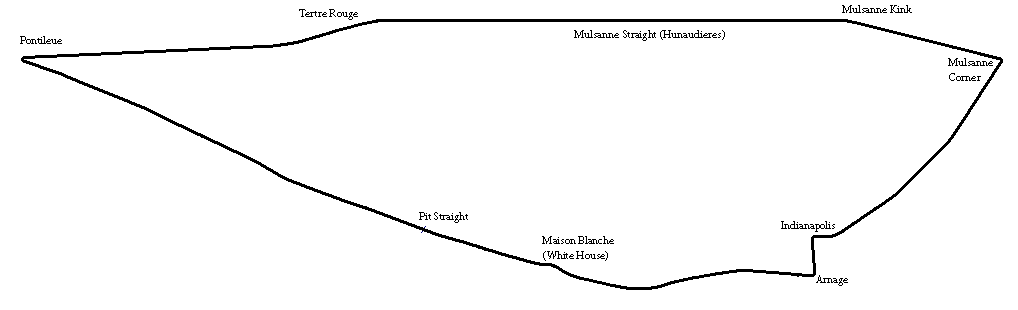
پیست د لا سارت (۱۹۲۱–۱۹۲۸)
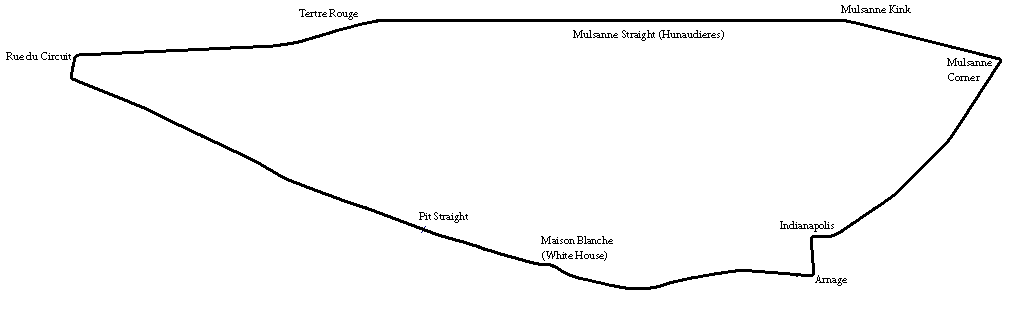
پیست د لا سارت (۱۹۲۹–۱۹۳۱)
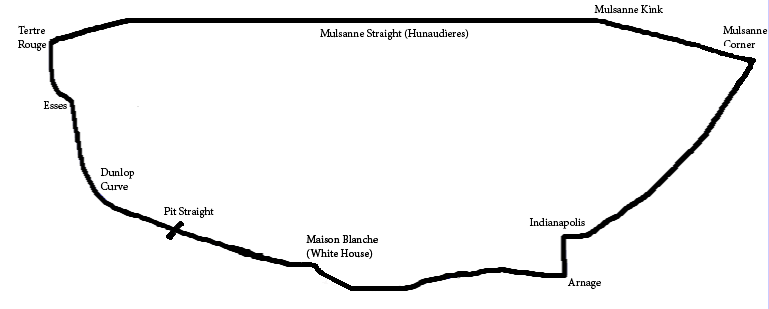
پیست د لا سارت (۱۹۳۲–۱۹۶۷)
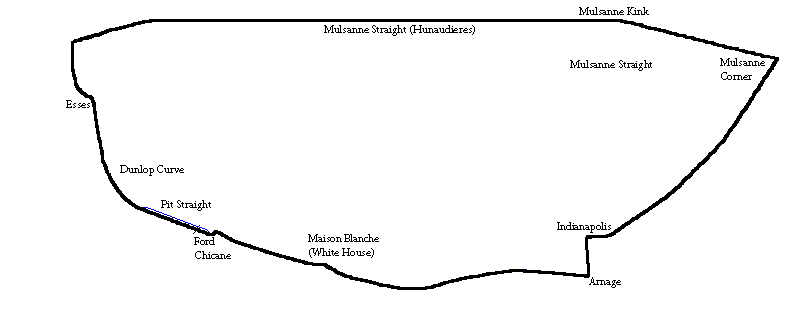
پیست د لا سارت (۱۹۶۸–۱۹۷۱)
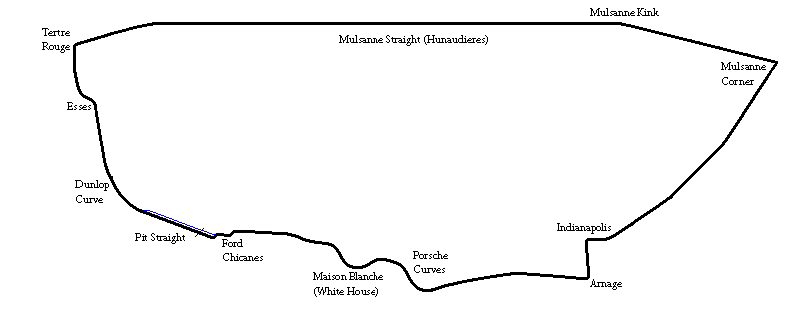
پیست د لا سارت (۱۹۷۲–۱۹۷۸)
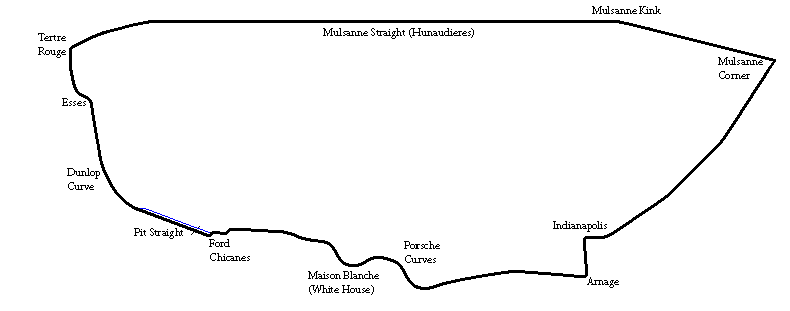
پیست د لا سارت (۱۹۷۹–۱۹۸۵)
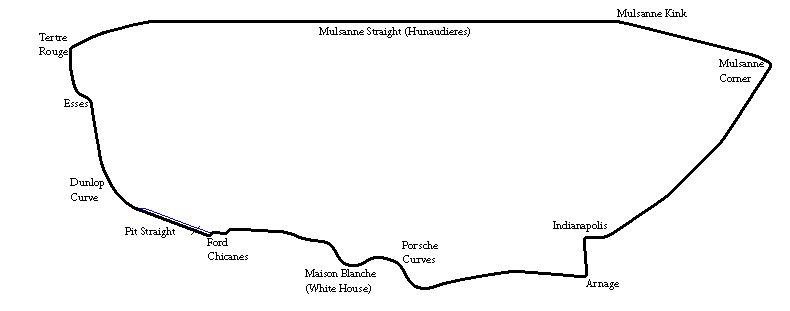
پیست د لا سارت (۱۹۸۶)
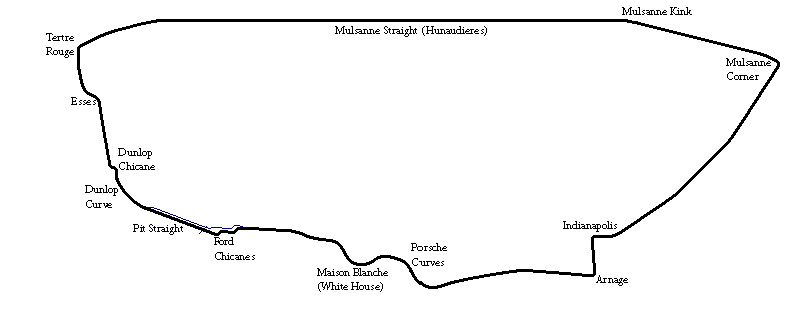
پیست د لا سارت (۱۹۸۷–۱۹۸۹)
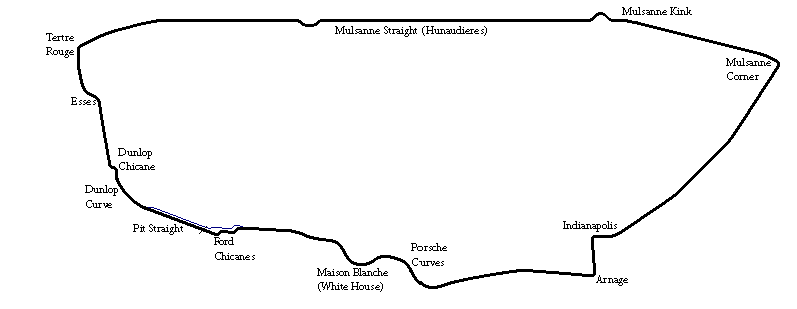
پیست د لا سارت (۱۹۹۰–۲۰۰۱)
پیست د لا سارت (۲۰۰۲–هم‌اکنون)
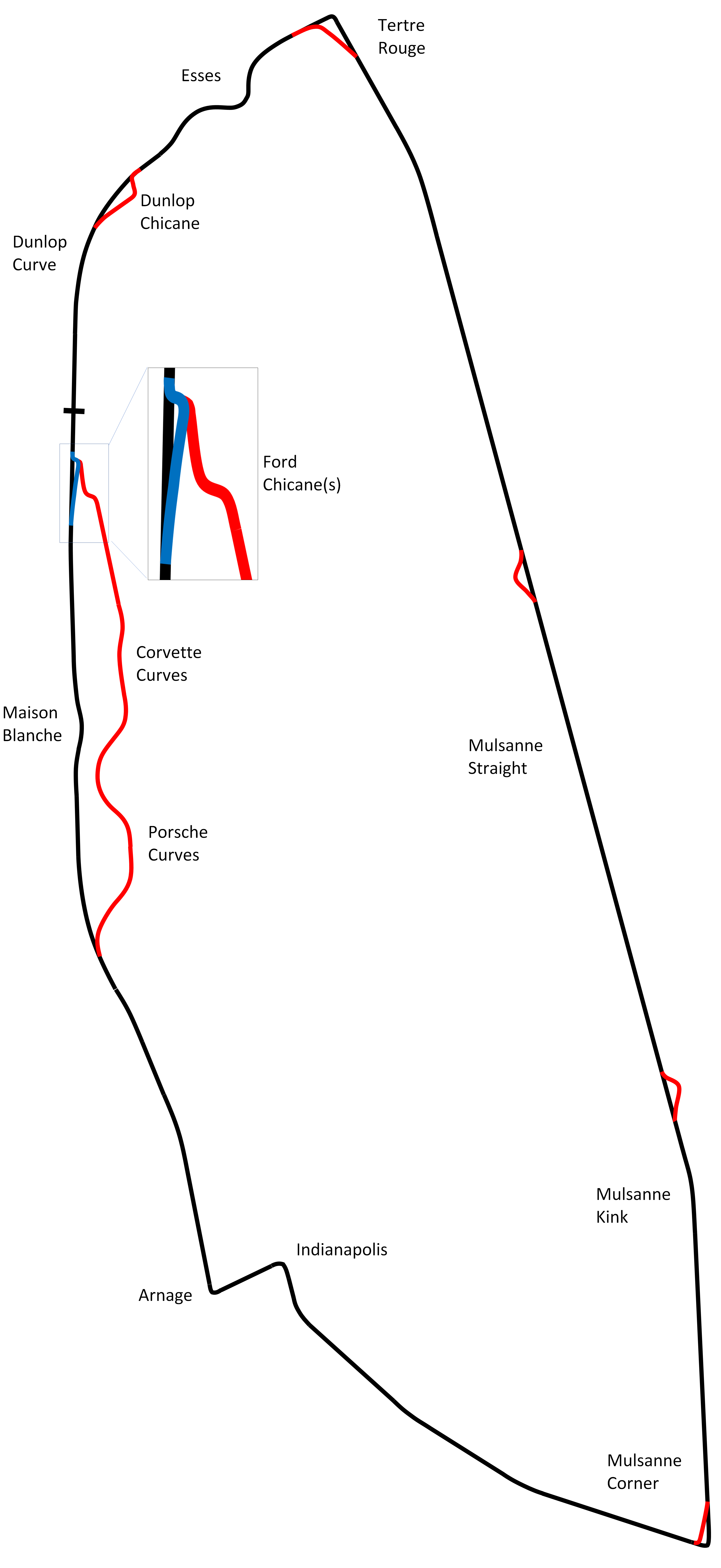
تکامل کلی لایه اصلی پیست د لا سارت

## تغییرات آب و هوایی
| داده‌های اقلیم لومان (۱۹۹۱–۲۰۲۰ میانگین)       | داده‌های اقلیم لومان (۱۹۹۱–۲۰۲۰ میانگین) | داده‌های اقلیم لومان (۱۹۹۱–۲۰۲۰ میانگین) | داده‌های اقلیم لومان (۱۹۹۱–۲۰۲۰ میانگین) | داده‌های اقلیم لومان (۱۹۹۱–۲۰۲۰ میانگین) | داده‌های اقلیم لومان (۱۹۹۱–۲۰۲۰ میانگین) | داده‌های اقلیم لومان (۱۹۹۱–۲۰۲۰ میانگین) | داده‌های اقلیم لومان (۱۹۹۱–۲۰۲۰ میانگین) | داده‌های اقلیم لومان (۱۹۹۱–۲۰۲۰ میانگین) | داده‌های اقلیم لومان (۱۹۹۱–۲۰۲۰ میانگین) | داده‌های اقلیم لومان (۱۹۹۱–۲۰۲۰ میانگین) | داده‌های اقلیم لومان (۱۹۹۱–۲۰۲۰ میانگین) | داده‌های اقلیم لومان (۱۹۹۱–۲۰۲۰ میانگین) | داده‌های اقلیم لومان (۱۹۹۱–۲۰۲۰ میانگین) |
| ماه                                           | ژانویه                                  | فوریه                                   | مارس                                    | آوریل                                   | مه                                      | ژوئن                                    | ژوئیه                                   | اوت                                     | سپتامبر                                 | اکتبر                                   | نوامبر                                  | دسامبر                                  | سال                                     |
| --------------------------------------------- | --------------------------------------- | --------------------------------------- | --------------------------------------- | --------------------------------------- | --------------------------------------- | --------------------------------------- | --------------------------------------- | --------------------------------------- | --------------------------------------- | --------------------------------------- | --------------------------------------- | --------------------------------------- | --------------------------------------- |
| سابقهٔ بیش‌ترین °C (°F)                         | ۱۷٫۲ (۶۳)                               | ۲۱٫۸ (۷۱)                               | ۲۵٫۶ (۷۸)                               | ۳۰٫۳ (۸۷)                               | ۳۲٫۴ (۹۰)                               | ۳۹٫۷ (۱۰۳)                              | ۴۱٫۱ (۱۰۶)                              | ۴۰٫۵ (۱۰۵)                              | ۳۵٫۰ (۹۵)                               | ۳۰٫۰ (۸۶)                               | ۲۲٫۲ (۷۲)                               | ۱۸٫۳ (۶۵)                               | ۴۱٫۱ (۱۰۶)                              |
| میانگین بیش‌ترین °C (°F)                       | ۸٫۴ (۴۷)                                | ۹٫۷ (۴۹)                                | ۱۳٫۳ (۵۶)                               | ۱۶٫۶ (۶۲)                               | ۲۰٫۱ (۶۸)                               | ۲۳٫۶ (۷۴)                               | ۲۶٫۰ (۷۹)                               | ۲۶٫۰ (۷۹)                               | ۲۲٫۲ (۷۲)                               | ۱۷٫۲ (۶۳)                               | ۱۱٫۹ (۵۳)                               | ۸٫۸ (۴۸)                                | ۱۶٫۹۸ (۶۲٫۵)                            |
| میانگین روزانه °C (°F)                        | ۵٫۵ (۴۲)                                | ۵٫۹ (۴۳)                                | ۸٫۷ (۴۸)                                | ۱۱٫۳ (۵۲)                               | ۱۴٫۹ (۵۹)                               | ۱۸٫۲ (۶۵)                               | ۲۰٫۳ (۶۹)                               | ۲۰٫۱ (۶۸)                               | ۱۶٫۷ (۶۲)                               | ۱۳٫۰ (۵۵)                               | ۸٫۶ (۴۷)                                | ۵٫۹ (۴۳)                                | ۱۲٫۴۳ (۵۴٫۴)                            |
| میانگین کم‌ترین °C (°F)                        | ۲٫۷ (۳۷)                                | ۲٫۲ (۳۶)                                | ۴٫۰ (۳۹)                                | ۶٫۰ (۴۳)                                | ۹٫۷ (۴۹)                                | ۱۲٫۹ (۵۵)                               | ۱۴٫۶ (۵۸)                               | ۱۴٫۳ (۵۸)                               | ۱۱٫۲ (۵۲)                               | ۸٫۸ (۴۸)                                | ۵٫۲ (۴۱)                                | ۲٫۹ (۳۷)                                | ۷٫۸۸ (۴۶٫۱)                             |
| سابقهٔ کم‌ترین °C (°F)                          | −۱۸٫۲ (−۱)                              | −۱۷٫۰ (۱)                               | −۱۱٫۳ (۱۲)                              | −۴٫۹ (۲۳)                               | −۳٫۷ (۲۵)                               | ۱٫۶ (۳۵)                                | ۳٫۹ (۳۹)                                | ۳٫۲ (۳۸)                                | −۰٫۵ (۳۱)                               | −۵٫۴ (۲۲)                               | −۱۲٫۰ (۱۰)                              | −۲۱٫۰ (−۶)                              | −۲۱٫۰ (−۶)                              |
| بارندگی میلی‌متر (اینچ)                        | ۶۵٫۹ (۲٫۵۹)                             | ۴۹٫۱ (۱٫۹۳)                             | ۵۲٫۲ (۲٫۰۶)                             | ۵۱٫۱ (۲٫۰۱)                             | ۶۳٫۲ (۲٫۴۹)                             | ۵۵٫۱ (۲٫۱۷)                             | ۴۹٫۴ (۱٫۹۴)                             | ۴۹٫۰ (۱٫۹۳)                             | ۵۰٫۸ (۲)                                | ۶۵٫۵ (۲٫۵۸)                             | ۶۷٫۱ (۲٫۶۴)                             | ۷۵٫۰ (۲٫۹۵)                             | ۶۹۳٫۴ (۲۷٫۲۹)                           |
| میانگین روزهای بارندگی                        | ۱۱٫۰                                    | ۹٫۶                                     | ۹٫۴                                     | ۹٫۰                                     | ۹٫۵                                     | ۷٫۹                                     | ۷٫۳                                     | ۷٫۱                                     | ۷٫۷                                     | ۱۰٫۶                                    | ۱۱٫۳                                    | ۱۱٫۶                                    | ۱۱۲                                     |
| درصد رطوبت                                    | ۸۷                                      | ۸۳                                      | ۷۸                                      | ۷۴                                      | ۷۵                                      | ۷۳                                      | ۷۲                                      | ۷۴                                      | ۷۹                                      | ۸۶                                      | ۸۸                                      | ۸۸                                      | ۷۹٫۸                                    |
| میانگین روزانه ساعت‌های تابش آفتاب             | ۶۵                                      | ۹۴                                      | ۱۳۹                                     | ۱۸۰                                     | ۲۰۷                                     | ۲۲۱                                     | ۲۳۳                                     | ۲۲۶                                     | ۱۸۵                                     | ۱۱۸                                     | ۷۵                                      | ۶۷                                      | ۱٬۸۱۰                                   |
| منبع شماره ۱: Meteo France                    |                                         |                                         |                                         |                                         |                                         |                                         |                                         |                                         |                                         |                                         |                                         |                                         |                                         |
| منبع شماره ۲: Infoclimat (humidity 1961–1990) |                                         |                                         |                                         |                                         |                                         |                                         |                                         |                                         |                                         |                                         |                                         |                                         |                                         |